# Brauner Leder-Täubling
Der Braune oder Braunrote Leder-Täubling (Russula integra) ist ein Pilz aus der Familie der Täublingsverwandten. Der Pilz trägt seinen Namen wegen seines braunen Hutes und der im reifen Zustand lederfarbenen Lamellen.

## Merkmale

### Makroskopische Merkmale
Der Hut des Leder-Täublings ist 6 bis 12, selten auch bis 15 Zentimeter breit und meist rotbraun oder dunkelbraun gefärbt. Er kann aber auch einen olivbraunen oder gelbbraunen Farbton aufweisen. Die Mitte ist normalerweise dunkler gefärbt, kann aber auch oliv-gelblich ausblassen. Der junge Pilz ist halbkugelig mit glattem Rand, später ist er gewölbt und im Alter schließlich in der Mitte niedergedrückt und am Rand deutlich höckrig gerieft. Die Huthaut ist bei feuchter Witterung schmierig-klebrig-glänzend, im trockenen Zustand ist sie glatt und glänzt seidig. Sie lässt sich zu ¼ bis maximal zur Hälfte vom Rand her abziehen.
Die Lamellen sind dick, 7 bis 13 (maximal 15) Millimeter breit und am Stiel ausgebuchtet angewachsen oder fast frei. Sie bleiben ziemlich lange weißlich cremefarben, bevor sie erst gelblich und zuletzt ockergelb werden. Die Schneiden sind meist heller gefärbt.
Der weiße Stiel ist beim jungen Pilz fest. Er ist 3 bis 8 Zentimeter lang und 1,5 bis 2 Zentimeter breit. Im Alter wird die Basis gerne rostfleckig. Der Stiel ist nie rötlich überhaucht.
Das Fleisch ist weiß und fest. Es schmeckt mild und angenehm süßlich nuss- oder mandelartig. Nach längerem Kauen kann es aber auch wie Papier schmecken (besonders bei älteren Pilzen). Der Geruch ist entweder leicht fruchtig oder auch jodoformartig, in der Regel ist er aber kaum wahrnehmbar. Das Sporenpulver ist creme bis ockerfarben.

### Mikroskopische Merkmale
Die rundlichen bis elliptischen Sporen sind 8,0–11 µm lang und 7–9,5 µm breit. Der Q-Wert (Quotient aus Sporenlänge und -breite) ist 1,1–1,3. Die Sporen sind mit zahlreichen, kräftigen, isoliert stehenden, 1,5 (–2) µm hohen, dornigen Warzen besetzt. Teilweise können die Warzen gedoppelt sein, das heißt, zwei Warzen sind miteinander verschmolzen.
Die viersporigen, keuligen Basidien sind 45–75 µm lang und 11–14 µm breit. Die Lamellenschneiden sind mit nicht sehr zahlreichen, mehr oder weniger spindeligen, 38–60 µm langen und 6–13 µm breiten Cheilozystiden besetzt. Die ebenfalls spindeligen Pleurozystiden sind hingegen zahlreich und 55–110 µm lang und 8–13 (–16) µm breit. Ihre Spitze ist stumpf oder appendikuliert. Alle Zystiden sind mit Sulfobenzaldehyd anfärbbar, wenn auch mitunter nur schwach.
Die Huthaut besteht aus zugespitzten und oft fransig verzweigten Haaren, die an ihrer Basis 3–5 µm und an ihren Enden kaum mehr 1 µm breit sind. Sie sind in ihrer Mitte häufig, seltener über die ganze Länge mit Kristallen besetzt. Zwischen den Hyphenzellen finden sich sehr variable, zylindrisch bis keulige Pileozystiden, die 4–7 (–10) µm breit sind und sich mit Sulfobenzaldehyd deutlich schwärzlich anfärben.

## Artabgrenzung
Der Braune Leder-Täubling hat einen sehr ähnlichen Doppelgänger, den Zedernholz-Täubling (Russula badia). Er hat einen glanzlosen Hut und oft einen rot überlaufenen Stiel. Wenn man die Lamellen reibt, riecht er mehr oder weniger deutlich nach Zedernholz. Er schmeckt zuerst mild, nachdem man aber eine Weile auf ihm gekaut hat, schmeckt er außerordentlich scharf, daher trägt er auch den Namen „Heimtückischer Täubling“. In Zweifelsfällen hilft nur eine vorsichtige Geschmacksprobe, es empfiehlt sich nur kleine Stücke zu probieren!
Der ebenfalls braunhütige und essbare Wieselfarbige Täubling (Russula mustelina) hat cremeweiße Lamellen und weißlichen Sporenstaub und kann so leicht unterschieden werden.
Ansonsten kann man den Braunen Leder-Täubling noch mit den anderen Leder-Täublingen verwechseln. Besonders ähnlich ist der Weißstielige Leder-Täubling (Russula romellii). Sein Hut ist aber kräftiger lila oder wein-rötlich gefärbt, seine Lamellen sind lebhaft gelb bis orange und splittern leicht. Im Gegensatz zum Braunen Leder-Täubling wächst er, wie auch die anderen Leder-Täublinge, vorwiegend im Laubwald, meist unter Rotbuchen.

## Ökologie
Man findet den Braunen Leder-Täubling von Juli bis Oktober vorwiegend im Berg-Nadelwald, oft gesellig unter Fichten und Kiefern. Der Pilz bevorzugt kalkreiche, frische bis feuchte Böden.

## Verbreitung

Europäische Länder mit Fundnachweisen des Braunen Leder-Täublings.
Legende:
Länder mit Fundmeldungen
Länder ohne Nachweise
keine Daten
außereuropäische Länder

Der Braune Ledertäubling ist eine holarktische Art mit meridional bis (sub)arktischen Verbreitungsgebiet. Man findet den Täubling in Nordasien (Kaukasus, Sibirien, Russland-Fernost, China, Korea und Japan) in Nordamerika, Nordafrika (Marokko, Algerien) und Europa. In Europa ist der Täubling von Spanien im Südwesten bis Rumänien im Südosten und im Norden in ganz Fennoskandinavien und Spitzbergen verbreitet. Im Westen erstreckt sich das Verbreitungsgebiet von Frankreich über die Beneluxstaaten und Großbritannien bis zu den Hebriden. Die Ostgrenze liegt in Belarus.
In Deutschland ist der Täubling im Nordwesten recht selten und wird nach Süden mit zunehmender Meereshöhe häufiger. Südlich des 51. Breitengrades ist die Art mäßig verbreitet, aber in Lagen über 600 m regional fast häufig.

## Systematik
Der Braune Leder-Täubling wurde erstmals 1753 von Carl von Linné als Agaricus integer beschrieben, bevor ihn Elias Magnus Fries 1838 in die Gattung Lactarius stellte, sodass er seinen heute gültigen Namen bekam.

### Infragenerische Systematik
Der Braune Leder-Täubling ist die Typart der Untersektion Integrinae, die eine Untersektion der Sektion Russulinae ist. Die Vertreter der Untersektion sind meist große oder mittelgroße Arten mit rein weißem Stiel und gelbem bis ockergelbem Sporenpulver. Der Geschmack ist völlig mild. Das lateinische Artepitheton integra bedeutet ganzrandig und weist auf den bei jüngeren Fruchtkörpern ungerieften Hutrand hin.
Es werden mehrere Varietäten unterschieden, die sich in Größe oder Hutfärben von der Normalform unterscheiden.

## Bedeutung
Der Braune Ledertäubling ist ein wertvoller, wohlschmeckender Speisepilz mit einem milden, mandelartigen Geschmack.